# هيذر رانكين
هيذر رانكين هي لاعبة كرلنغ كندية، ولدت في 30 أبريل 1965 في هاليفاكس في كندا.